# Nagroda Saturn w kategorii najlepszy aktor
Laureaci nagród Saturn w kategorii najlepszy aktor pierwszoplanowy:

## Lata 70
1974/75: James Caan – Rollerball jako Jonathan E. oraz Don Johnson – Chłopiec i jego pies jako Vic
1976: David Bowie – Człowiek, który spadł na ziemię jako Thomas Jerome Newton
1977:
- Najlepszy aktor w horrorze: Martin Sheen – Mała dziewczynka, która mieszka na krańcu drogi jako Frank Hallet

nominacje:
- - Michael Berryman – Wzgórza mają oczy jako Pluto
  - Richard Burton – Egzorcysta II: Heretyk jako ojciec Philip Lamont
  - Anthony Hopkins – Audrey Rose jako Elliot Hoover
  - William Shatner – Królestwo pająków jako dr Robert Hansen
- Najlepszy aktor w filmie SF: Mark Hamill – Gwiezdne wojny: część IV – Nowa nadzieja jako Luke Skywalker

nominacje:
- - Richard Dreyfuss – Bliskie spotkania trzeciego stopnia jako Roy Neary
  - Burt Lancaster – Wyspa doktora Moreau jako dr Paul Moreau
  - Roger Moore – Szpieg, który mnie kochał jako James Bond
  - Jan-Michael Vincent – Aleja potępionych jako Tanner
- Najlepszy aktor w filmie fantasy: George Burns – O mój Boże! jako Bóg

nominacje:
- - Sean Marshall – Pete’s Dragon jako Pete
  - Patrick Wayne – Sindbad i oko tygrysa jako Sindbad

1978: Warren Beatty – Niebiosa mogą zaczekać jako Joe Pendleton

nominacje:
- Christopher Lee – Kult jako lord Summerisle
- Laurence Olivier – Chłopcy z Brazylii jako Ezra Lieberman
- Christopher Reeve – Superman jako Superman
- Donald Sutherland – Inwazja porywaczy ciał jako Matthew Bennell

1979: George Hamilton – Miłość od pierwszego ukąszenia jako hrabia Vladimir Dracula

nominacje:
- Frank Langella – Dracula jako hrabia Dracula
- Christopher Lee – Przygoda arabska jako Alquazar
- Malcolm McDowell – Podróż w czasie jako Herbert George Wells
- William Shatner – Star Trek jako admirał James T. Kirk

## Lata 80
1980: Mark Hamill – Gwiezdne wojny: część V – Imperium kontratakuje jako Luke Skywalker

nominacje:
- Alan Arkin – Simon jako prof. Simon Mendelssohn
- Dennis Christopher – Zamroczenie jako Eric Binford
- Kirk Douglas – Końcowe odliczanie jako kapitan Matthew Yelland
- Christopher Reeve – Gdzieś w czasie jako Richard Collier

1981: Harrison Ford – Poszukiwacze zaginionej Arki jako Indiana Jones

nominacje:
- Sean Connery – Odległy ląd jako O’Niel
- Albert Finney – Wilkołaki jako Dewey Wilson
- Donald Pleasence – Halloween 2 jako dr Sam Loomis
- Christopher Reeve – Superman II jako Superman

1982: William Shatner – Star Trek II: Gniew Khana jako admirał James T. Kirk

nominacje:
- Mel Gibson – Mad Max 2 jako Max Rockatansky
- Lee Horsley – Miecz i czarnoksiężnik jako książę Talon
- Christopher Reeve – Śmiertelna pułapka jako Clifford Anderson
- Henry Thomas – E.T. jako Elliot

1983: Mark Hamill – Gwiezdne wojny: część VI – Powrót Jedi jako Luke Skywalker

nominacje:
- Matthew Broderick – Gry wojenne jako David
- Christopher Reeve – Superman III jako Superman
- Roy Scheider – Błękitny grom jako Frank Murphy
- Christopher Walken – Martwa strefa jako John Smith

1984: Jeff Bridges – Gwiezdny przybysz jako Gwiezdny przybysz

nominacje:
- George Burns – Bóg czy diabeł? jako Bóg/Harry O. Tophet
- Harrison Ford – Indiana Jones i Świątynia Zagłady jako Indiana Jones
- Arnold Schwarzenegger – Terminator jako Terminator
- William Shatner – Star Trek III: W poszukiwaniu Spocka jako Admirał James T. Kirk

1985: Michael J. Fox – Powrót do przyszłości jako Marty McFly

nominacje:
- Hume Cronyn – Kokon jako Joe Finley
- Louis Gossett Jr. – Mój własny wróg jako Jeriba Jerry Shigan
- James Karen – Powrót żywych trupów jako Frank
- Chris Sarandon – Postrach nocy jako Jerry Dandrige

1986: Jeff Goldblum – Mucha jako Seth Brundle

nominacje:
- Michael Biehn – Obcy – decydujące starcie jako kapral Dwayne Hicks
- Leonard Nimoy – Star Trek IV: Powrót na Ziemię jako kapitan Spock
- Anthony Perkins – Psychoza III jako Norman Bates
- William Shatner – Star Trek IV: Powrót na Ziemię jako admirał James T. Kirk

1987: Jack Nicholson – Czarownice z Eastwick jako Daryl Van Horne

nominacje:
- Lance Henriksen – Dyniogłowy jako Ed Harley
- Michael Nouri – Ukryty jako Tom Beck
- Terry O’Quinn – Ojczym jako Gerald Jerry Blake
- Arnold Schwarzenegger – Predator jako major Dutch
- Peter Weller – RoboCop jako Alex J. Murphy/RoboCop

1988: Tom Hanks – Duży jako Josh Baskin

nominacje:
- Hume Cronyn – Kokon: Powrót jako Joseph Joe Finley
- Bob Hoskins – Kto wrobił królika Rogera? jako Eddie Valiant
- Jeremy Irons – Nierozłączni jako Beverly Mantle/Elliot Mantle
- Bill Murray – Wigilijny show jako Frank Cross
- James Spader – Powrót Kuby Rozpruwacza jako John/Rick Westford

## Lata 90
1989/90: Jeff Daniels – Arachnofobia jako dr Ross Jennings

nominacje:
- Warren Beatty – Dick Tracy jako Dick Tracy
- Harrison Ford – Indiana Jones i ostatnia krucjata jako Indiana Jones
- Ed Harris – Otchłań jako Virgil Bud Brigman
- Axel Jodorowsky – Święta krew jako Fenix
- Liam Neeson – Człowiek ciemności jako Peyton Westlake/Darkman
- Jack Nicholson – Batman jako Joker
- Arnold Schwarzenegger – Pamięć absolutna jako Douglas Quaid/Hauser
- Patrick Swayze – Uwierz w ducha jako Sam Wheat

1991: Anthony Hopkins – Milczenie owiec jako dr Hannibal Lecter

nominacje:
- Jeff Bridges – Fisher King jako Jack Lucas
- James Caan – Misery jako Paul Sheldon
- Kevin Costner – Robin Hood: Książę złodziei jako Robin Hood
- Arnold Schwarzenegger – Terminator 2: Dzień sądu jako Terminator
- Robin Williams – Fisher King jako Parry

1992: Gary Oldman – Drakula jako Dracula

nominacje:
- Chevy Chase – Wspomnienia niewidzialnego człowieka jako Nick Halloway
- Raúl Juliá – Rodzina Addamsów jako Gomez Addams
- Michael Gambon – Zabaweczki jako Leland Zevo
- John Lithgow – Mój brat Kain jako Carter/Cain/Dr Nix/Josh/Margo
- Robin Williams – Zabaweczki jako Leslie Zevo
- Bruce Willis – Ze śmiercią jej do twarzy jako Ernest Menville

1993: Robert Downey Jr. – Serca i dusze jako Thomas Reilly

nominacje:
- Jeff Bridges – Zaginiona bez śladu jako Barney Cousins
- Bill Murray – Dzień świstaka jako Phil
- Robert Patrick – Uprowadzenie jako Mike Rogers
- Arnold Schwarzenegger – Bohater ostatniej akcji jako Jack Slater
- Christian Slater – Prawdziwy romans jako Clarence Worley
- Max von Sydow – Sprzedawca śmierci jako Leland Gaunt

1994: Martin Landau – Ed Wood jako Béla Lugosi

nominacje:
- Kenneth Branagh – Frankenstein jako Victor Frankenstein
- Tom Cruise – Wywiad z wampirem jako Lestat de Lioncourt
- Tom Hanks – Forrest Gump jako Forrest Gump
- Jack Nicholson – Wilk jako Will Randall
- Brad Pitt – Wywiad z wampirem jako Louis de Pointe du Lac
- Arnold Schwarzenegger – Prawdziwe kłamstwa jako Harry Tasker

1995: George Clooney – Od zmierzchu do świtu jako Seth Gecko

nominacje:
- Pierce Brosnan – GoldenEye jako James Bond
- Ralph Fiennes – Dziwne dni jako Lenny Nero
- Morgan Freeman – Siedem jako William Somerset
- Robin Williams – Jumanji jako Alan Parrish
- Bruce Willis – 12 małp jako James Cole

1996: Eddie Murphy – Gruby i chudszy jako Sherman Klump/Buddy Love/Lance Perkins/Tata Klump/Mama Klump/Babcia Klump/Ernie Klump

nominacje:
- Michael J. Fox – Przerażacze jako Frank Bannister
- Jeff Goldblum – Dzień Niepodległości jako David Levinson
- Bill Paxton – Twister jako Bill Harding
- Will Smith – Dzień Niepodległości jako kapitan Steven Miller
- Patrick Stewart – Star Trek: Pierwszy kontakt jako komandor Jean-Luc Picard

1997: Pierce Brosnan – Jutro nie umiera nigdy jako James Bond

nominacje:
- Nicolas Cage – Bez twarzy jako Sean Archer/Castor Troy
- Kevin Costner – Wysłannik przyszłości jako listonosz
- Al Pacino – Adwokat diabła jako John Milton
- John Travolta – Bez twarzy jako Castor Troy/Sean Archer
- Will Smith – Faceci w czerni jako James Edwards/Agent J

1998: James Woods – Łowcy wampirów jako Jack Crow

nominacje:
- Jim Carrey – Truman Show jako Truman Burbank
- David Duchovny – Z archiwum X: Pokonać przyszłość jako Fox Mulder
- Anthony Hopkins – Joe Black jako William Parrish
- Edward Norton – Więzień nienawiści jako Derek Vinyard
- Bruce Willis – Armageddon jako Harry S. Stamper

1999: Tim Allen – Kosmiczna załoga jako Jason Nesmith

nominacje:
- Johnny Depp – Jeździec bez głowy jako Ichabod Crane
- Brendan Fraser – Mumia jako Richard O’Connell
- Liam Neeson – Gwiezdne wojny: część I – Mroczne widmo jako Qui-Gon Jinn
- Keanu Reeves – Matrix jako Neo
- Bruce Willis – Szósty zmysł jako Malcolm Crowe

## 2000–2009
2000: Hugh Jackman – X-Man jako Logan/Rosomak

nominacje:
- Jim Carrey – Grinch: Świąt nie będzie jako Grinch
- Russell Crowe – Gladiator jako Maximus
- Clint Eastwood – Kosmiczni kowboje jako Frank Corvin
- Arnold Schwarzenegger – 6-ty dzień jako Adam Gibson
- Chow Yun-fat – Przyczajony tygrys, ukryty smok jako Li Mu Bai

2001: Tom Cruise – Vanilla Sky jako David Aames

nominacje:
- Johnny Depp – Z piekła rodem jako inspektor Frederick Abberline
- Anthony Hopkins – Hannibal jako dr Hannibal Lecter
- Guy Pearce – Memento jako Leonard Shelby
- Kevin Spacey – K-PAX jako Prot
- Billy Bob Thornton – Człowiek, którego nie było jako Ed Crane

2002: Robin Williams – Zdjęcie w godzinę jako Seymour Parrish

nominacje:
- Pierce Brosnan – Śmierć nadejdzie jutro jako James Bond
- George Clooney – Solaris jako Chris Kelvin
- Tom Cruise – Raport mniejszości jako John Anderton
- Tobey Maguire – Spider-Man jako Peter Parker/Spider-Man
- Viggo Mortensen – Władca Pierścieni: Dwie wieże jako Aragorn

2003: Elijah Wood – Władca Pierścieni: Powrót króla jako Frodo Baggins

nominacje:
- Tom Cruise – Ostatni samuraj jako Nathan Algren
- Johnny Depp – Piraci z Karaibów: Klątwa Czarnej Perły jako kapitan Jack Sparrow
- Albert Finney – Duża ryba jako Ed Bloom (stary)
- Crispin Glover – Willard jako Willard
- Viggo Mortensen – Władca Pierścieni: Powrót króla jako Aragorn

2004: Tobey Maguire – Spider-Man 2 jako Peter Parker/Spider-Man

nominacje:
- Christian Bale – Mechanik jako Trevor Reznik
- Jim Carrey – Zakochany bez pamięci jako Joel Barish
- Tom Cruise – Zakładnik jako Vincent
- Matt Damon – Krucjata Bourne’a jako Jason Bourne
- Johnny Depp – Marzyciel jako James Matthew Barrie

2005: Christian Bale – Batman: Początek jako Bruce Wayne/Batman

nominacje:
- Pierce Brosnan – Kumple na zabój jako Julian Noble
- Tom Cruise – Wojna światów jako Ray Ferrier
- Hayden Christensen – Gwiezdne wojny: część III – Zemsta Sithów jako Anakin Skywalker
- Robert Downey Jr. – Kiss Kiss Bang Bang jako Harry Lockhart
- Viggo Mortensen – Historia przemocy jako Tom Stall

2006: Brandon Routh – Superman: Powrót jako Superman

nominacje:
- Daniel Craig – Casino Royale jako James Bond
- Tom Cruise – Mission: Impossible III jako Ethan Hunt
- Will Ferrell – Przypadek Harolda Cricka jako Harold Crick
- Hugh Jackman – Źródło jako Tomas/Tommy/Tom Creo
- Clive Owen – Ludzkie dzieci jako Theo Faron

2007: Will Smith – Jestem legendą jako Robert Neville

nominacje:
- Gerard Butler – 300 jako Leonidas
- John Cusack – 1408 jako Mike Enslin
- Daniel Day-Lewis – Aż poleje się krew jako Daniel Plainview
- Johnny Depp – Sweeney Todd: Demoniczny golibroda z Fleet Street jako Sweeney Todd
- Viggo Mortensen – Wschodnie obietnice jako Nikolaj

2008: Robert Downey Jr. – Iron Man jako Tony Stark/Iron Man

nominacje:
- Christian Bale – Mroczny Rycerz jako Bruce Wayne/Batman
- Tom Cruise – Walkiria jako Claus von Stauffenberg
- Harrison Ford – Indiana Jones i Królestwo Kryształowej Czaszki jako Indiana Jones
- Brad Pitt – Ciekawy przypadek Benjamina Buttona jako Benjamin Button
- Will Smith – Hancock jako John Hancock

2009: Sam Worthington – Avatar jako Kapral Jack Sully

nominacje:
- Robert Downey Jr. – Sherlock Holmes jako Sherlock Holmes
- Tobey Maguire – Bracia jako Sam Cahill
- Viggo Mortensen – Droga jako ojciec
- Sam Rockwell – Moon jako Sam Bell
- Denzel Washington – Księga ocalenia jako Eli

## 2010–2019
2010: Jeff Bridges – Tron: Dziedzictwo jako Kevin Flynn/Clu

nominacje:
- George Clooney – Amerykanin jako Jack/Edward
- Leonardo DiCaprio – Incepcja jako Dom Cobb
- Leonardo DiCaprio – Wyspa tajemnic jako Teddy Daniels
- Robert Downey Jr. – Iron Man 2 jako Tony Stark/Iron Man
- Ryan Reynolds – Pogrzebany jako Paul Conroy